# Speciális alakulat
Speciális alakulat (Tactical Force) egy 2011-es játékfilm, amit írt és rendezett: Paolo Adamo Cultraro, és a főszereplők Steve Austin, Michael Jai White, Candace Elaine, Keith Jardine, Michael Shanks, Michael Eklund, Darren Shahlavi és Lexa Doig. A filmet 2011. augusztus 9.-én adta ki Vivendi Entertainment Észak-Amerikában, majd ezután az Egyesült Államokban benne volt a 10 legjobban fogyó DVD-kben. Az Entertainment az Egyesült Királyságban és más külföldi területeken 2011. október 31.-én adta ki.

## Cselekmény
Az LAPD SWAT csapat kiképző gyakorlása szörnyen rosszul végződik, amikor két rivális banda között találják magukat, csapdába esve egy elhagyatott hangárban, alig valami lőszerrel felfegyverkezve.

## Szereplők
- Stone Cold Steve Austin –– SWAT kapitánya, Frank Tate
- Michael Jai White –– SWAT őrmestere, Hunt
- Candace Elaine –– Ilya Kalashnikova
- Lexa Doig –– Rendőrtiszt, a harmadosztályú SWAT csapat tagja, Jannard
- Steve Bacic –– Rendőrtiszt, a harmadosztályú SWAT csapat tagja, Blanco
- Michael Shanks –– Demetrius
- Michael Eklund –– Kenny
- Darren Shahlavi –– Storato
- Adrian Holmes –– Lampone
- Peter Kent –– Vladimir

## Fogadtatás
A Rotten Tomatoes oldalán a Speciális alakulatot  így osztályozták: nem minden formában nagyszerű, de mindazt biztosítja, amit elvársz tőle, és rendkívül jól végrehajtja; írta ezt egy bíráló. Az IMdb 4.4/10-es értékelést mutat.

## Fordítás
Ez a szócikk részben vagy egészben  a   Tactical Force című angol Wikipédia-szócikk ezen változatának fordításán alapul.  Az eredeti cikk szerkesztőit annak laptörténete sorolja fel. Ez a jelzés csupán a megfogalmazás eredetét és a szerzői jogokat jelzi, nem szolgál a cikkben szereplő információk forrásmegjelöléseként.